# Castellania de Bruges
La castellania de Bruges (sovint esmentada com a vescomtat de Bruges) fou una jurisdicció feudal del comtat de Flandes creada al segle xi al castell de Bruges, prop del petit port del mateix nom, castell que defensava aquesta part del comtat de Flandes.
El primer castellà fou Robert, nomenat per carta del dia 1 d'abril del 1046. El següent fou Bauldrà que exercia el 1067 que es va casar amb Deda; Bauldrà fou mort per Erembald que es va casar amb la vídua i va assolir la castellania i va morir no abans del 1089. Va tenir cinc fills dels quals el gran, Robert el va succeir; es va casart dues vegades i apareix per darrer cop en carta de privilegis per l'abadia de Voormezeele el 19 de gener del 1109.
El seu fill gran, Gualter, del primer matrimoni, el va succeir i va governar fins que va morir el 1115. A la seva mort l'herència retornava als germans de Robert; el fill Lambert ja havia mort (vers 1111) i va passar al tercer Desideri Hacket que només va viure un any morint l'1 de febrer de 1117 sense deixar fills. Segurament els seus germans Ulfric i Bertulf haurien mort o serien religiosos i la castellania va retornar al comte de Flandes.
Aquest la va cedir a Raül o Rodolf II de Nesle que la va tenir fins a la seva mort entre 1153 i 1160. La castellania la va heretar el seu fill Conó que el 1178 a la mort d'Ives o Ivo III de Nesle (el seu oncle, germà del seu pare Raül) va heretar el comtat de Soissons. Conó va morir el 1180; estava casat (abans de 1164) amb Agata de Pierrefonds, però no va tenir fills i el va succeir el seu germà Joan, castellà de Bruges, senyor de Nesle, de Falvy i de Hérelle, casat amb Elisabet de Peteghem, mentre el comtat de Soissons passava a un altre germà, Raül (III).
Joan va morir un 14 de juliol entre 1197 i 1200. El va succeir el seu fill Joan II, mort el 22 de desembre de 1239 que va vendre la castellania a la comtessa Joana de Flandes el 1234. Estava casat amb Eustàquia de Saint Pol (filla d'Hug IV de saint Pol).

## Llista de castellans o vescomtes
- Robert 1046- ?
- Bauldrà vers 1067
- Erembald ?-1109
- Gualter 1109-1115
- Desideri Hacket 1115-1117
- Raül o Rodolf II de Nesle 1117-1153/1160
- Conó de Nesle 1153/1160-1180
- Joan I de Nesle 1180-1197/1200
- Joan II 1197/1200-1234
- Venuda a Joana de Flandes el 1234, integrada al comtat de Flandes.